# VOOC

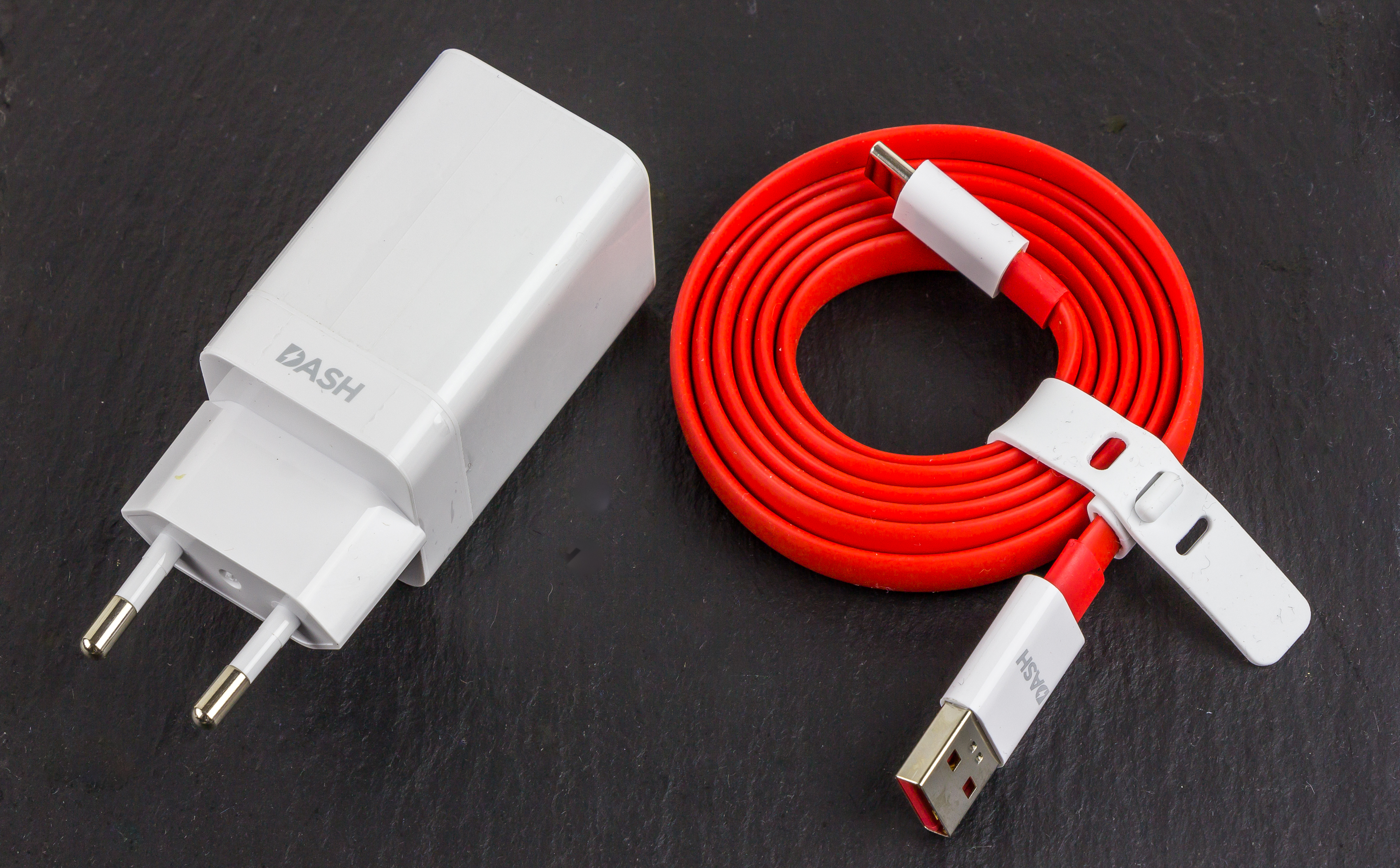
Figura 1 : exemple d'mplementació del protocol VOOC.

VOOC (acrònim anglès de càrrega de corrent constant amb increments de tensió) és un sistema o protocol de càrrega ràpida de bateries de llicència propietària creada per l'empresa OPPO Electronics. A diferència de la tecnologia Quick Charge de l'empresa Qualcomm, que realitza increments de tensió durant la càrrega, la tecnologia VOOC incrementa el nivell de corrent per damunt del protocol USB 2.0. Els nivell de sortida són 5V i 4A (20W).
Altres tecnologies de càrrega ràpida són Mediatek Pump Express, OnePlus Dash Charge i Motorola TurboPower.

## Dispositius
- Empresa OPPO : P9 Pro, F9, Find X, F3 Plus, R11s Plus, R11s, R11 Plus, R11, R9s Plus, R9s, R9 Plus, R9, F1 Plus, R7 Plus, R7s, R7, R5, N3, Find 7, Find 7a, A3s.
- Empresa BBK Electronics (DASH) : OnePlus 3, 3T, 5, 5T i 6.